# Kleinste gemene veelvoud
Bij het rekenen en in de getaltheorie is het kleinste gemene veelvoud (d.w.z.: 'kleinste gemeenschappelijke veelvoud') van twee verschillende gehele getallen, afgekort tot k.g.v. het kleinste positieve gehele getal dat een veelvoud is van beide getallen, dus het kleinste positieve gehele getal, waarvan beide getallen deler zijn. Men noteert {\displaystyle \mathrm {kgv} (a,b)} voor het k.g.v. van de getallen {\displaystyle a} en {\displaystyle b}. Het k.g.v. staat tegenover de grootste gemene deler, de g.g.d., het grootste getal dat van beide getallen deler is. 
Het kleinste gemene veelvoud is de deler van het product van beide gehele getallen. Zijn de beide getallen twee verschillende priemgetallen of zijn ze relatief priem, dan is het k.g.v. juist het product van beide getallen. Zijn de gehele getallen niet relatief priem, dan is het k.g.v. kleiner dan hun product.
Het kleinste gemene veelvoud van bijvoorbeeld 3 en 5 is 15. De getallen 3 en 5 zijn beide priemgetallen. Het kleinste gemene veelvoud en het product zijn hier aan elkaar gelijk. 
Het kleinste gemene veelvoud van bijvoorbeeld 6 en 35 is 210. De getallen 6 en 35 zijn relatief priem; 6 = 2 × 3 en 35 = 5 × 7. Beide gehele getallen hebben dus geen gemeenschappelijke priemfactoren. Het kleinste gemene veelvoud en het product zijn ook hier aan elkaar gelijk. 
Het kleinste gemene veelvoud daarentegen van 15 en 27 is gelijk aan 135, terwijl het product gelijk is aan 3 × 135 = 405, dus ongelijk aan het k.g.v. Dit is te begrijpen door beide getallen te ontbinden in priemfactoren:
15 is opgebouwd uit de priemfactoren 3 en 5
27 is opgebouwd uit de priemfactoren 3, 3, en 3.
De voorkomende priemfactoren zijn dus 3 en 5. De grootste gemene deler is hier 3. De hoogst voorkomende macht van 3 is 3 en van 5 is dat 1. Daarom is het kleinste gemene veelvoud op grond hiervan 3 × 3 × 3 × 5 = 135. 
Voor elk paar gehele getallen geldt dat het k.g.v. bepaald kan worden door de absolute waarde van het product te delen door de grootste gemene deler. Als de grootste gemene deler van twee gehele getallen, in ons voorbeeld 15 en 27, bekend is, ggd(15,27) = 3, kan het k.g.v. dus als volgt uitgerekend worden:
{\displaystyle \mathrm {kgv} (15,27)={\frac {|15\times 27|}{\mathrm {ggd} (15,27)}}={\frac {405}{3}}=135}.

## Toepassingen
Om twee breuken op te tellen moeten beide breuken dezelfde noemer hebben. Hebben ze die niet, dan worden ze op één noemer gebracht. Als gemeenschappelijke noemer kan het product van beide noemers gekozen worden, maar het is voldoende het k.g.v. van beide noemers te nemen.
Als twee tandwielen met elkaar in contact zijn met respectievelijk {\displaystyle n} en {\displaystyle m} tanden, komen dezelfde tanden elkaar tegen na het draaien over het k.g.v. van {\displaystyle n} en {\displaystyle m} tanden. Als de uitkomst dan gedeeld wordt door het aantal tanden van een der tandwielen, kan uitgerekend worden hoeveel rotaties desbetreffend tandwiel maakt.
Een ander voorbeeld is de kalender. De schrikkeljaren zijn elke 4 jaren. Er zijn 7 dagen in de week. Na het k.g.v. van 4 en 7 jaren (28) komt de kalender weer precies terug in zijn ritme; we kunnen dus een 28-jarige kalender maken en die (afgezien van de eeuw-jaren die de schrikkeldagen missen) almaar blijven gebruiken.
Een meer theoretisch voorbeeld is een klok met twee wijzers; een die elke 45 minuten rondgaat en een andere die elke 60 minuten rondgaat. De klok staat dan elke kgv(45, 60) = 180 minuten in precies dezelfde stand.
Rekentrucje: omdat het k.g.v. van 7, 11 en 13 (drie priemgetallen) samen 1001 blijkt te zijn, kan men met pen en papier snel zien of een groot getal, bijvoorbeeld 1234567890, deelbaar is door 7, 11 of 13. Deel dat grote getal door 1001 en deel de rest (dus niet het quotiënt!) vervolgens door 7, 11 of 13. Gaat die deling dan vervolgens op, dan is dat grote getal deelbaar door 7, 11 of 13. Dit voorkomt lange staartdelingen. Ditzelfde trucje kan worden toegepast bij 14, 22 en 26, maar dan moet men eerst door 2002 delen in plaats van door 1001.